# Rust (Austria)
Rust (in ungherese Ruszt, in croato Rušta) è un comune austriaco di 1 893 abitanti, situato nel Land Burgenland sulla costa occidentale del lago di Neusiedl. È una città statutaria austriaca.

## Caratteristiche
La cittadina è un centro di produzione vinicolo ed è nota per essere un luogo di nidificazione delle cicogne che vi arrivano a fine marzo e ripartono verso la fine di agosto. Sui tetti di molte case vi sono delle piattaforme metalliche apposite che ospitano i nidi delle cicogne.

## Monumenti
Il centro della cittadina è ricco di abitazioni con facciate rinascimentali o barocche e cortili interni porticati ai quali si accede attraverso caratteristici archi a tutto sesto. Nei cortili più antichi si trovano tratti delle antiche mura della città. Nel 2001 il centro della città è stato incluso, insieme alla regione del lago di Neusiedler nella lista del Patrimonio dell'umanità dell'UNESCO, il centro della cittadina è inoltre sotto la tutela della Convenzione dell'Aja per la protezione dei beni culturali in caso di conflitto armato i singoli edifici sotto tutela sono contrassegnati dal caratteristico cartello bianco-azzurro della convenzione.
L'edificio più antico e significativo è la romanica "Fischerkirche" (chiesa dei pescatori) nella quale si trovano degli affreschi del XV secolo, nei mesi estivi la chiesa, che dispone di un'acustica molto particolare, ospita dei cicli di concerti.

## Amministrazione

### Gemellaggi
- Kulmbach